# Kakoe ono, more?
Kakoe ono, more? (Какое оно, море?) è un film del 1964 diretto da Ėduard Nikandrovič Bočarov.